# Théodosie (municipalité)
Pour les articles homonymes, voir Théodosie.
La municipalité de Théodosie (ukrainien : Феодосійська міськрада, russe : Феодосийский горсовет, tatar de Crimée : Kefe şeer şurası), est l'une des 25 subdivisions administratives de la république de Crimée. Elle porte le nom de Théodosie, la principale ville qui en est le centre administratif.

## Divisions administratives
Outre Théodosie, la municipalité compte 5 villes et 11 villages réparties dans 7 communautés citadines ou villageoises.
- Communauté villageoise de Beregovoye
  - Beregovoye (Qoran Eli)
  - Stepnoye
- communauté citadine de Koktebel
  - Koktebel
  - Nanikove (Baraq Göl)
- Communauté villageoise de Nasypnoye
  - Nasypnoye (Nasipköy)
  - Blyjnye (Bay Buğa)
  - Vynogradnoye (Kürey Başı)
  - Pionerskoye (Gertsenberg)
  - Podgornoye
  - Solnechnoye (Paşa Töpe)
  - Ioujnoye (Sultan Sala)
- communauté citadine d'Ordjonikidze
  - Ordjonikidze (Kaydagor)
- communauté citadine de Prymorskyi
  - Prymorskyi (Hafuz)
- communauté citadine de Chtchebetovka
  - Chtchebetovka (Otuz)
  - Krasnokamyanka (Qızıltaş)
  - Kourortnoye (Aşağı Otuz)